# 华丽榕
华丽榕是桑科榕属的一个种，分布于南亚和东南亚。中国不产此种。